# Otto Dellemann (Architekt)
Otto Dellemann (* 12. September 1906 in Nienburg/Weser; † 1974 in Hemmingen in der Region Hannover) war ein deutscher Architekt und Maler.

## Leben
Der noch zur Zeit des Deutschen Kaiserreichs im Jahr 1906 in Nienburg an der Weser geborene Otto Dellemann studierte während der Weimarer Republik in Hannover an der dortigen Technischen Hochschule, an der er ab 1930 sieben Jahre als Assistent wirkte. 1936 verfasste er seine im Folgejahr erschienene Dissertation zum Thema Der mittelalterliche Bautypus der einräumigen Dorfkirchen Ostfrieslands. Entwicklg, Wesen und Deutung.
1937 übernahm Dellemann die Stellung des Chefarchitekten der Niedersächsischen Heimstätte, für die er für zahlreiche Großwohnsiedlungen wie beispielsweise die Siedlung Am Nackenberg verantwortlich zeichnete.

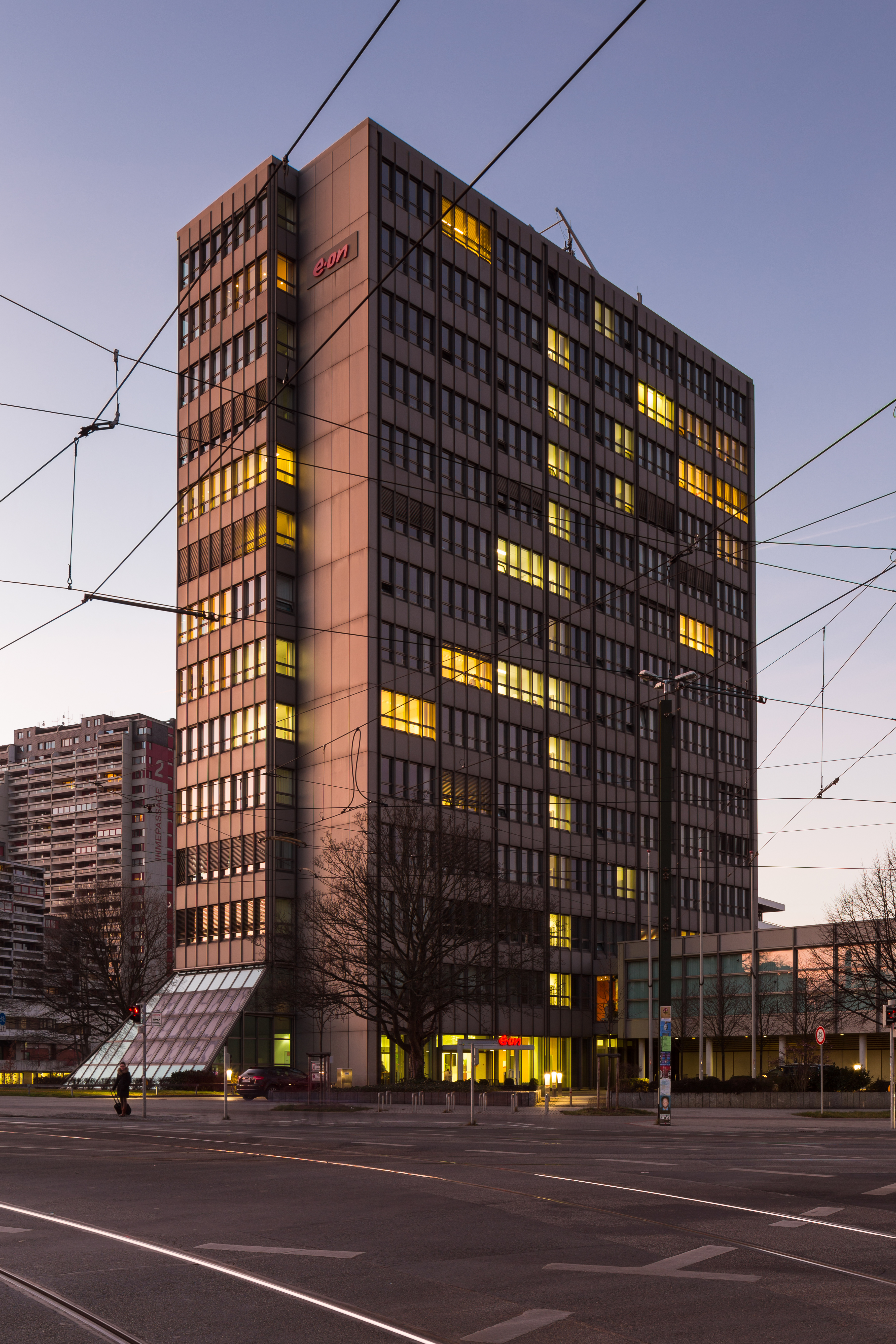
Das 1960 errichtete Hastra-Hochhaus, Humboldtstraße Ecke Gustav-Bratke-Allee;
im Hintergrund das Ihmezentrum

Zu den herausragenden Arbeiten Dellemanns zählt der 1958 bis 1962 errichtete und mehrfach ausgezeichnete Rathausplatz in Hemmingen-Westerfeld, der das Zentrum einer Neubausiedlung „von hohem städtebaulichen Rang“ bildet.
Dellemann, der zu Lebzeiten viele seiner Arbeiten beispielsweise in Hamburg, Berlin, München und
Hannover ausstellte, beschäftigte sich unter anderem „mit Fragen regionaler Bautradition und der Individualität von Einfamilienreihenhäusern.“
Otto Dellemann war der Vater von Peter Dellemann.

## Auszeichnungen
- 1965 wurde Otto Dellemann durch die Universität Hannover mit der Verleihung der Heinrich-Tessenow-Medaille geehrt.[6]

## Werke (Auswahl)

### Schriften
- Der mittelalterliche Bautypus der einräumigen Dorfkirchen Ostfrieslands. Entwicklg, Wesen und Deutung, zugleich Dissertation an der TeH Hannover, Würzburg: Triltsch, 1937.
- Erich Henning, Hermann von Miller, Otto Dellemann: Sondergebiete der Heimstättenarbeit ( = Schriften der Bundesvereinigung Deutscher Heimstätten, Heft 4), Bonn: Bundesvereinigung Deutscher Heimstätten e. V., 1962.

### Bauten
- 1958–1959, gemeinsam mit Gerd Lichtenhahn und Georg Seewald: Siedlung In den Sieben Stücken für die Neue Heimat in Hannover[7]
- 1958–1962: Rathausplatz in Hemmingen-Westerfeld[3]
- 1960, gemeinsam mit Georg Seewald und Gustav Wulff: Hastra-Hochhaus, Hannover[8]
- Siedlung Am Nackenberg[1]

## Ausstellungen (Auswahl)
- 2006: Dr. Otto Dellemann – Architekt und Maler 1906 – 1974, Ausstellung
  - im Laveshaus der Architektenkammer Niedersachsen, Friedrichswall 5[1]
  - sowie in der Galerie Artforum am Ballhofplatz 8[1]